# Vivah
Vivah (Hindi: विवाह, Urdu: وواہ, Deutsch: Hochzeit) ist ein erfolgreiches Liebesdrama aus Bollywood.

## Handlung
Poonam verlor ihre Eltern, als sie noch sehr klein war. Ihr  Onkel Krishnakant und ihre Tante Rama haben sie in ihr Haus aufgenommen. Doch Rama ist eifersüchtig auf Poonam, da sie hübscher ist als ihre eigene Tochter Rajni. Aber Poonam und Rajni (Chothi) verstehen sich von klein auf sehr gut.
Eines Tages besucht Bhagat-ji, ein Juwelier und guter Freund von Krishnakant, die Familie. Sofort ist er von Poonams Art und Weise entzückt und beschließt einen geeigneten Ehemann für sie zu finden. Er hat schon einen Jüngling im Visier: Prem, der Sohn des Industriellen Harichandra, der auch ein Freund von Bhagat-ji ist.
Sie schicken ein Bild von Poonam an Harichandra, der sofort von Poonam begeistert ist. Als er Prem von Poonam erzählt, ist Prem  zuerst skeptisch. Doch sein Bruder versucht ihn zu beruhigen und erzählt ihm von seiner eigenen Erfahrung und der Heirat mit seiner jetzigen Frau Bhavna. Dadurch ist Prem etwas beruhigt und stimmt dem Treffen mit Poonam zu.
Als Prem mit seiner Familie von Delhi nach Madhupur zu Poonams Familie reist, kommen sich die beiden etwas näher. Schüchtern stimmen die beiden der Heirat zu und werden verlobt. Da alles so gut funktioniert hat, beschließt Poonams Onkel gemeinsam mit Prems Familie Urlaub in seinem Ferienhaus Som Sarovar zu machen.
In Som Sarovar können Prem und Poonam, dank den arrangierten Treffen von Bhavna, alleine sein und verlieben sich Hals über Kopf ineinander. Als Prem und die Familie aus geschäftlichen Gründen das Ferienhaus vorzeitig verlassen müssen, bleiben die beiden per Internet, Telefon und Post in Verbindung. Erst durch die große Entfernung offenbaren sie ihre Gefühle füreinander, die sie aus Scham nicht zeigen konnten.
Zwei Tage vor der offiziellen Hochzeit bricht ein Feuer in Krishnakants Haus aus. Als Poonam Chothi aus dem brennenden Haus retten möchte, erleidet sie schwere Brandverletzungen, die mit Ausnahme ihres Gesichtes, den ganzen Körper zieren.
Nachdem Prem von Poonams Unfall gehört hat, besucht er sie sofort im Krankenhaus. Poonam ist sehr unglücklich und unsicher, da sie nicht weiß ob Prem sie noch heiraten möchte. Für Prem ist es jedoch selbstverständlich, Poonam als Braut mit nach Hause zu nehmen. Und als Zeichen dafür trägt er ihr Sindur auf den Scheitel auf.
Der Doktor informiert die Familien, dass es noch Hoffnung gibt. Poonam kann operiert werden, aber der Eingriff kann sehr riskant sein und die Verletzungen brauchen viel Zeit, bis sie ganz verheilen. Der Eingriff ist jedoch erfolgreich überstanden und Prem pflegt Poonam einige Zeit im Krankenhaus, bis er sie zur Hochzeit mit nach Hause nimmt.

## Dies und Das
- Dies ist der vierte gemeinsame Film von Shahid Kapoor und Amrita Rao neben Ishq Vishk (2003), Vaah! Life Ho Toh Aisi! (2005) und Shikhar (2005).
- Bei allen Filmen von Sooraj R. Barjatya hieß der Hauptdarsteller Prem (dt. Liebe).
- Vivah erreichte in Indien den Blockbuster-Status.
- Als deutsche Synchronfassung erschien der Film unter dem Titel Vivah – Mein Herz bleibt dir treu am 3. April 2009 auf DVD.

## Synchronisation
Die deutsche Synchronisation wurde 2009 vom deutschen Filmlabel Rapid Eye Movies in Auftrag gegeben.
| Darsteller     | Rolle                    | Synchronsprecher   |
| -------------- | ------------------------ | ------------------ |
| Shahid Kapoor  | Prem                     | Kim Hasper         |
| Amrita Rao     | Poonam (genannt Bituu)   | Stephanie Kellner  |
| Amrita Prakash | Rajni (genannt Chothi)   | Magdalena Turba    |
| Samir Soni     | Sunil                    | Tobias Kluckert    |
| Lata Sabharwal | Bhavna, Prems Schwägerin | Ulrike Stürzbecher |
| Mohnish Behl   | Dr. Rashid Khan          | Dennis Schmidt-Foß |

## Kritik
„Genretypische Bollywood-Komödie mit melodramatischen Untertönen, die das ganze Spektrum des Sujets aufbietet, inszenatorisch aber sattsam bekannten und ausgetretenen Pfaden folgt.“